# باسكال كاليمبا
باسكال كاليمبا (بالفرنسية: Pascal Kalemba)‏ (و. 1979 – 2012 م) هو لاعب كرة قدم كونغولي ديمقراطي، ولد في كينشاسا، شارك في كأس الأمم الأفريقية 2002، وكأس الأمم الأفريقية 2006، مركز لعبه هو حارس مرمى، توفي في كينشاسا، عن عمر يناهز 33 عاماً.

## روابط خارجية
- باسكال كاليمبا على موقع الاتحاد الدولي (مؤرشف)  (الإنجليزية)
- باسكال كاليمبا على موقع قاعدة بيانات كرة القدم.إي يو (الإنجليزية)
- باسكال كاليمبا على موقع ناشيونال فوتبول تيمز (الإنجليزية)
- باسكال كاليمبا على موقع Soccerway.com (الإنجليزية)